# 戈登暴动
戈登暴动是1780年英国伦敦发生为期数天的反天主教暴动事件，事件起因于英国议会试图通过减少对天主教徒歧视的法案，而乔治·戈登认为这样会导致天主教徒参军并策划叛国。事件导致了大规模骚乱和洗劫、冲击监狱和英格兰银行，是伦敦历史上最具毁灭性的骚乱事件。